# Comuna Cornu Luncii, Suceava
Cornu Luncii este o comună în județul Suceava, Bucovina, România, formată din satele Băișești, Brăiești, Cornu Luncii (reședința), Dumbrava, Păiseni, Sasca Mare, Sasca Mică, Sasca Nouă și Șinca. Este situată la 47°28' latitudine nordică și 26°09' longitudine estică, la o altitudine de 378 m deasupra nivelului mării. Localitatea se întinde de-a lungul drumului european E85, între orașele Fălticeni și Gura Humorului. Comuna Cornu Luncii cuprinde 9 sate.
Satul Cornu Luncii a fost localitate de frontieră după anexarea în 1774 a părții de nord-vest a Moldovei (denumită Bucovina), de către Imperiul Habsburgic. La 6 mai 1809, pe moșia Cornu Luncii a fost înființat un oficiu vamal; clădirea fostului pichet de grăniceri de pe teritoriul românesc se mai păstrează și astăzi. În noiembrie 1918, Cornu Luncii (partea din sat ce se numește Stănilești, și care făcea parte din Austro-Ungaria) a fost prima localitate în care au intrat trupele române pentru eliberarea Bucovinei.
Localitatea Cornu Luncii a fost renumită până în anul 1990 pentru Topitoria de In și Cânepă, una dintre cele mai productive întreprinderi de acest gen din România. Desființarea acestei întreprinderi în 1995 a dus la sărăcirea populației comunei, a cărei principală îndeletnicire a rămas agricultura. O mare parte a tinerilor a emigrat și continuă să emigreze în țările Europei de Vest, în special în Italia.
Până la reforma administrativă din 1950, comuna Cornu Luncii (cu excepția satelor Băișești, Brăiești și Stănilești) a făcut parte din județul Baia.

## Descrierea stemei
Stema comunei Cornu Luncii se compune dintr-un scut împărțit pe verticală (pal) în douăsprezece câmpuri, alternând aur și verde, cu o fascie roșie încărcată cu un căprior alergând spre dreapta, de aur. Scutul este timbrat cu o coroană murală cu un turn de argint.
Semnificațiile elementelor însumate:
Propunerea de stemă a comunei Cornu Luncii asigură concordanța elementelor acesteia cu specificul economic, social, cultural și tradiția istorică ale comunei, respectând tradiția heraldică a acestei zone și legile științei heraldicii.
Coroana murală cu un turn de argint semnifică faptul că așezarea este comună.

## Obiective turistice
- Vama Veche din Cornu Luncii - clădire datând din 1809; astăzi aici se află un muzeu
- Biserica de lemn din Băișești - lăcaș de cult datând din 1778.

## Demografie
Componența etnică a comunei Cornu Luncii
     Români (87,63%)
     Romi (2,59%)
     Alte etnii (0,03%)
     Necunoscută (9,75%)
Componența confesională a comunei Cornu Luncii
     Ortodocși (82,37%)
     Creștini de rit vechi (4,39%)
     Romano-catolici (1,17%)
     Penticostali (1,12%)
     Alte religii (1,02%)
     Necunoscută (9,94%)
Conform recensământului efectuat în 2021, populația comunei Cornu Luncii se ridică la 6.177 de locuitori, în scădere față de recensământul anterior din 2011, când fuseseră înregistrați 6.614 locuitori. Majoritatea locuitorilor sunt români (87,63%), cu o minoritate de romi (2,59%), iar pentru 9,75% nu se cunoaște apartenența etnică. Din punct de vedere confesional, majoritatea locuitorilor sunt ortodocși (82,37%), cu minorități de creștini de rit vechi (4,39%), romano-catolici (1,17%) și penticostali (1,12%), iar pentru 9,94% nu se cunoaște apartenența confesională.

## Politică și administrație
Comuna Cornu Luncii este administrată de un primar și un consiliu local compus din 15 consilieri. Primarul, Gheorghe Fron[*], de la Partidul Social Democrat, este în funcție din 2012. Începând cu alegerile locale din 2024, consiliul local are următoarea componență pe partide politice:
|  | Partid                          | Consilieri | Componența Consiliului | Componența Consiliului | Componența Consiliului | Componența Consiliului | Componența Consiliului | Componența Consiliului | Componența Consiliului | Componența Consiliului | Componența Consiliului | Componența Consiliului |
|  | ------------------------------- | ---------- | ---------------------- | ---------------------- | ---------------------- | ---------------------- | ---------------------- | ---------------------- | ---------------------- | ---------------------- | ---------------------- | ---------------------- |
|  | Partidul Social Democrat        | 10         |                        |                        |                        |                        |                        |                        |                        |                        |                        |                        |
|  | Partidul Național Liberal       | 3          |                        |                        |                        |                        |                        |                        |                        |                        |                        |                        |
|  | Alianța pentru Unirea Românilor | 1          |                        |                        |                        |                        |                        |                        |                        |                        |                        |                        |
|  | Partidul S.O.S. România         | 1          |                        |                        |                        |                        |                        |                        |                        |                        |                        |                        |

## Imagini

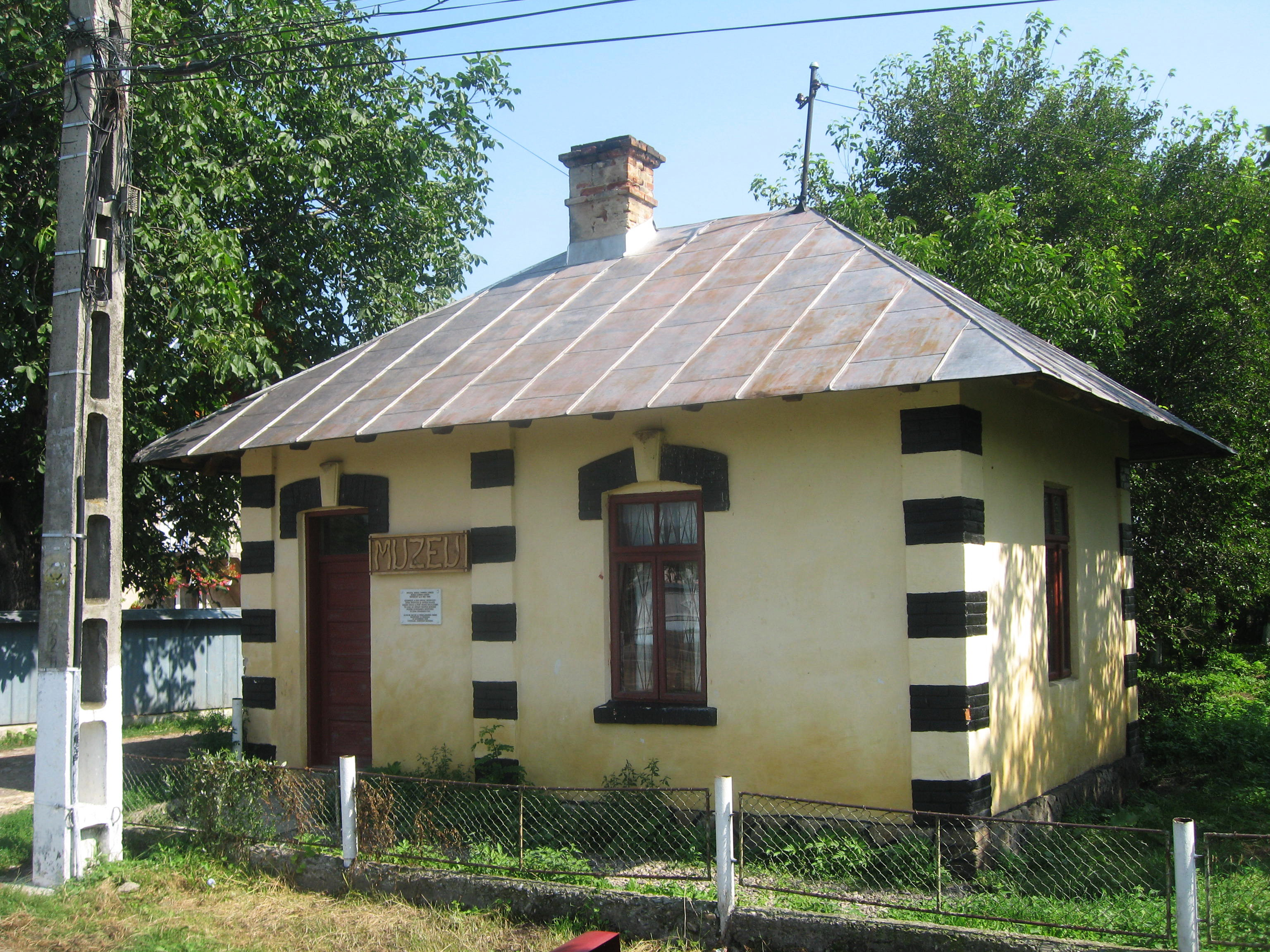
Clădirea fostului pichet de grăniceri din Cornu Luncii
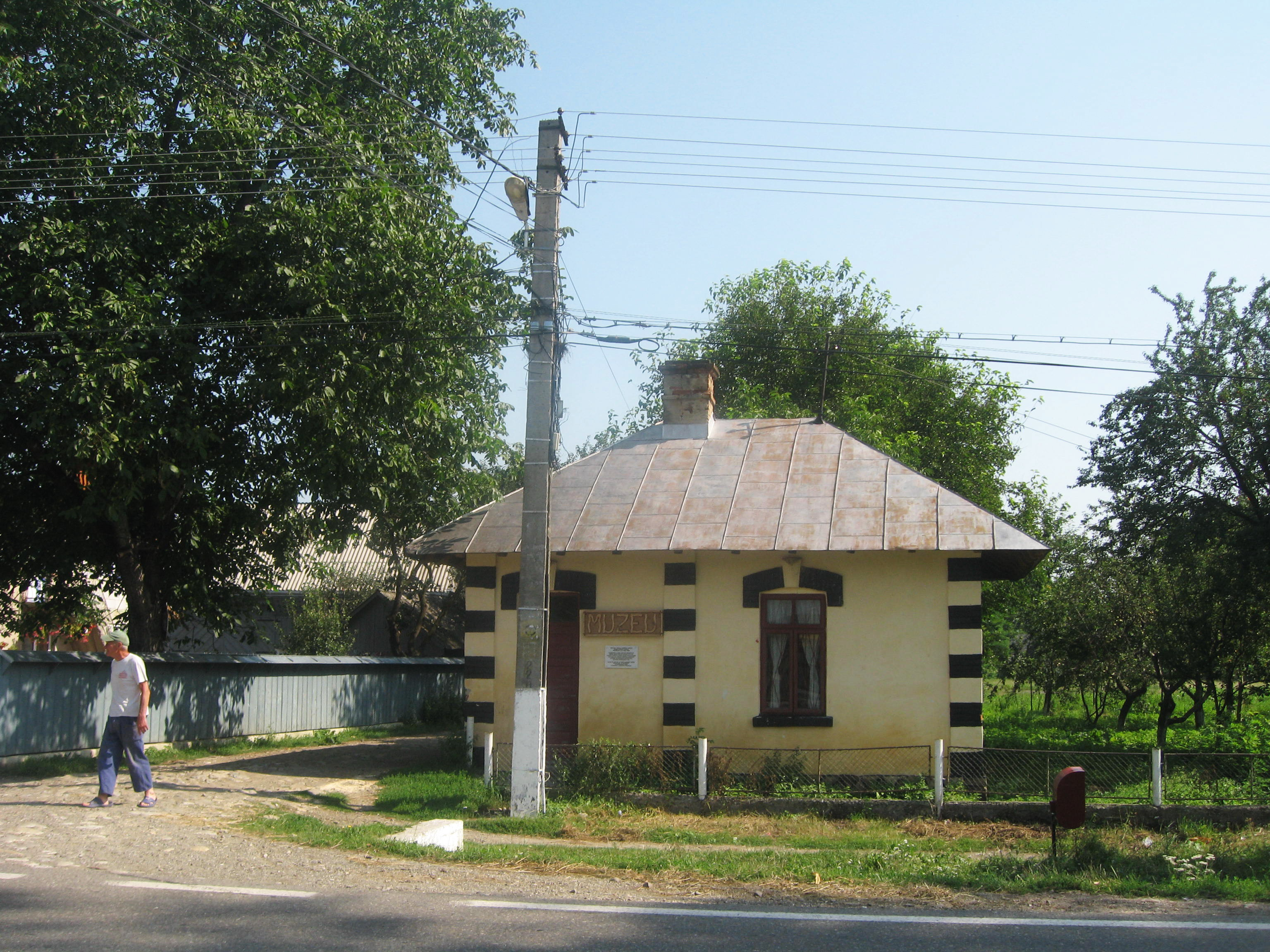
Clădirea fostului pichet de grăniceri din Cornu Luncii
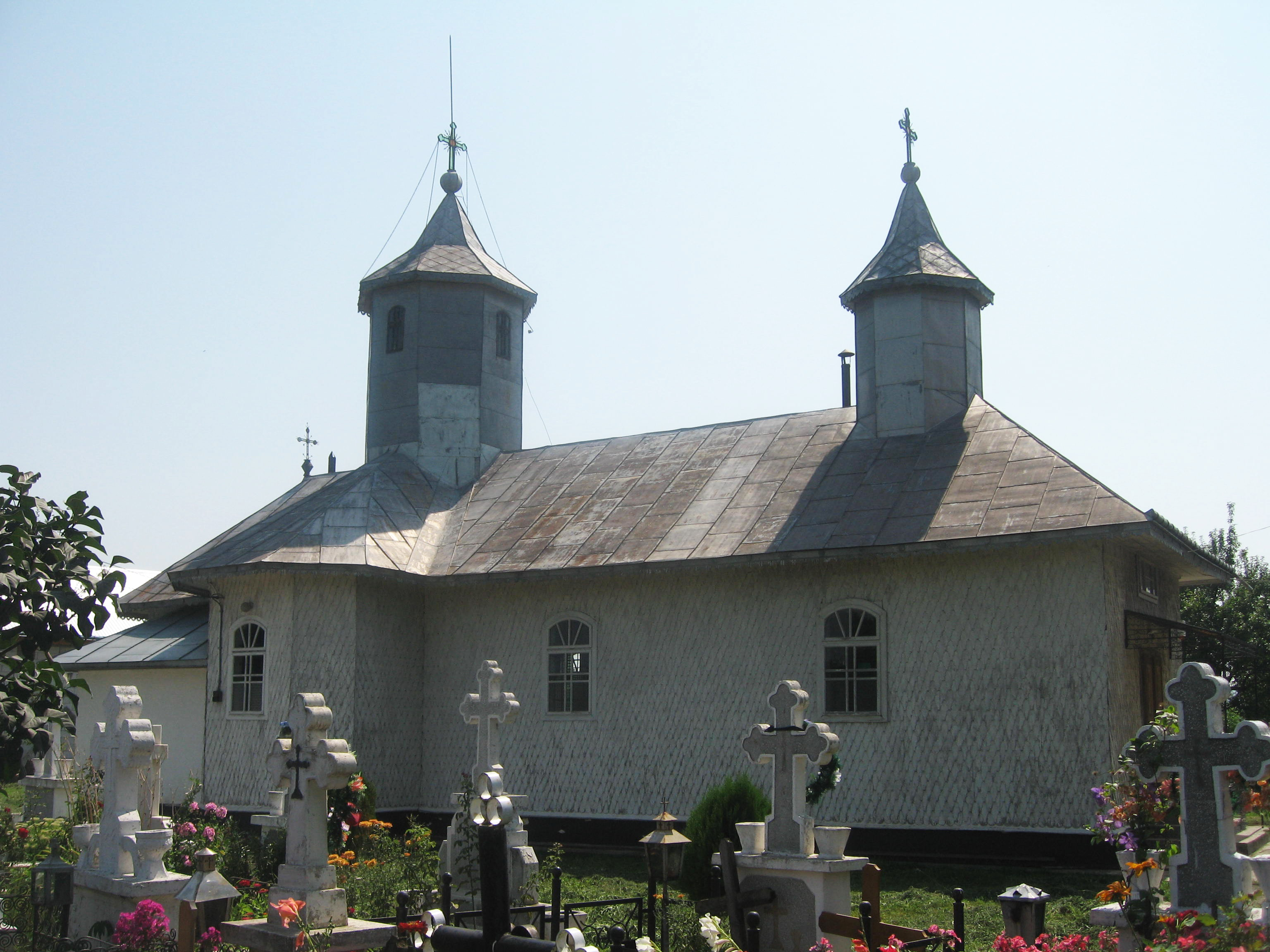
Biserica de lemn din Cornu Luncii
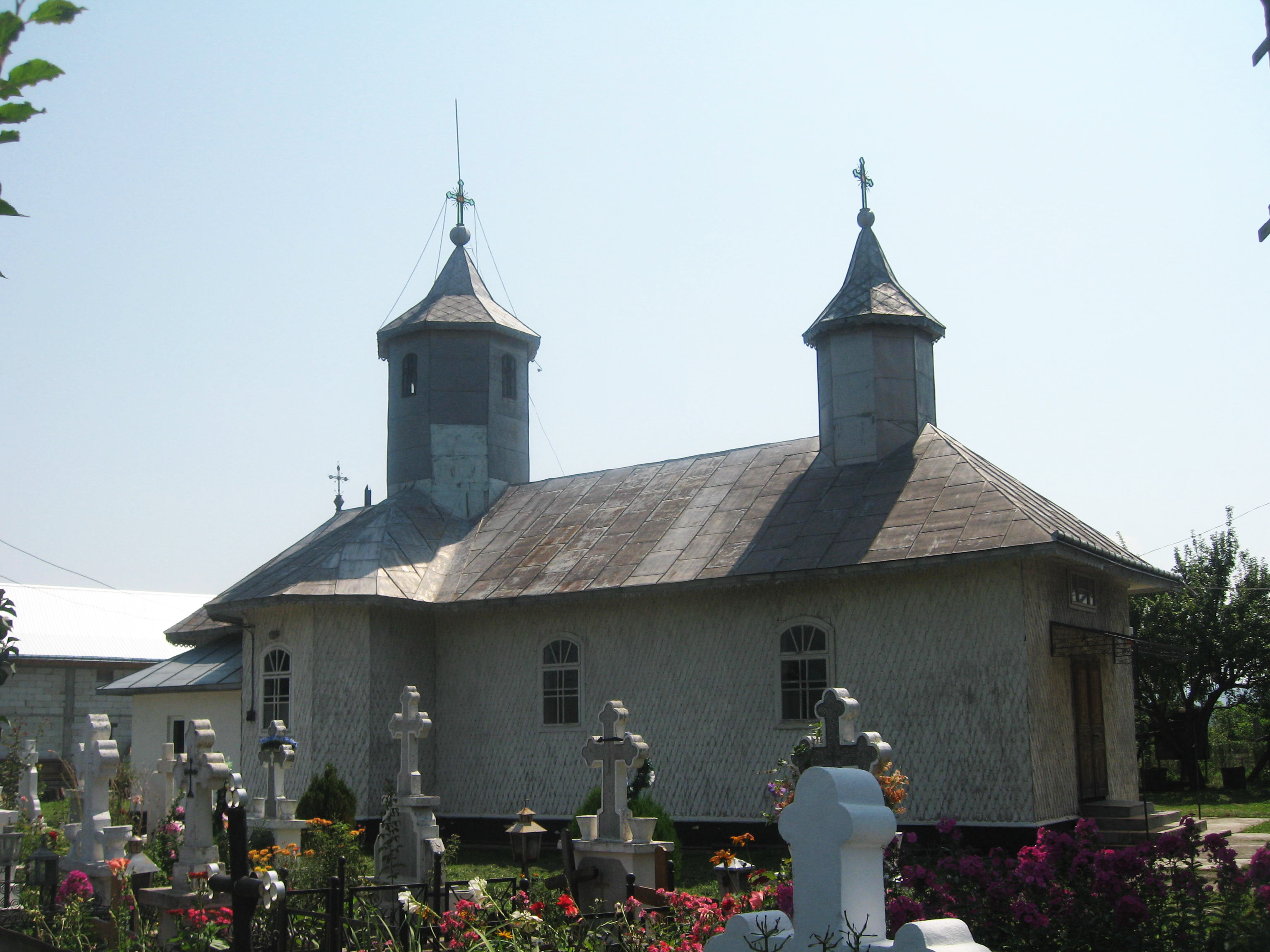
Biserica de lemn din Cornu Luncii
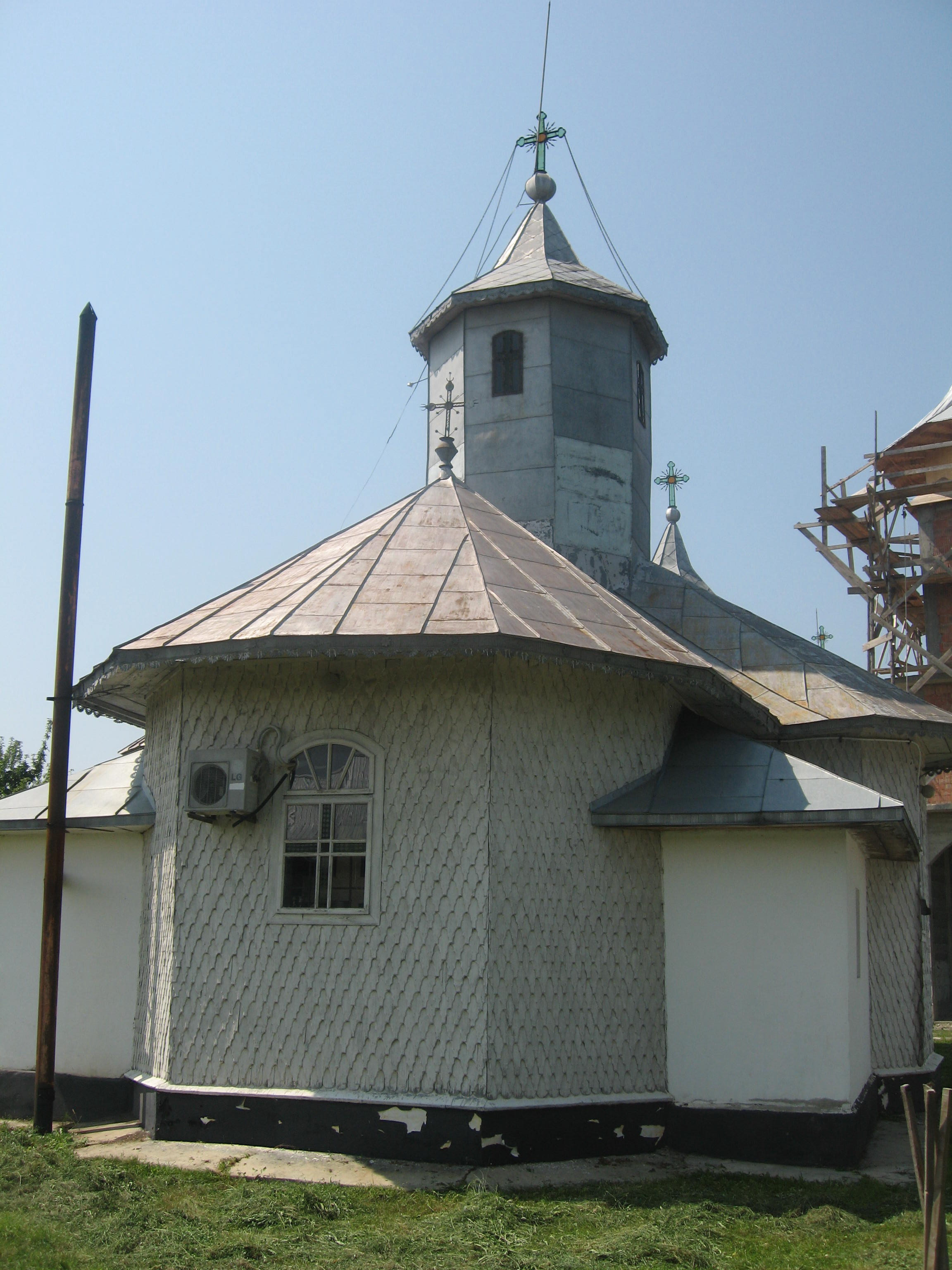
Absida altarului bisericii de lemn
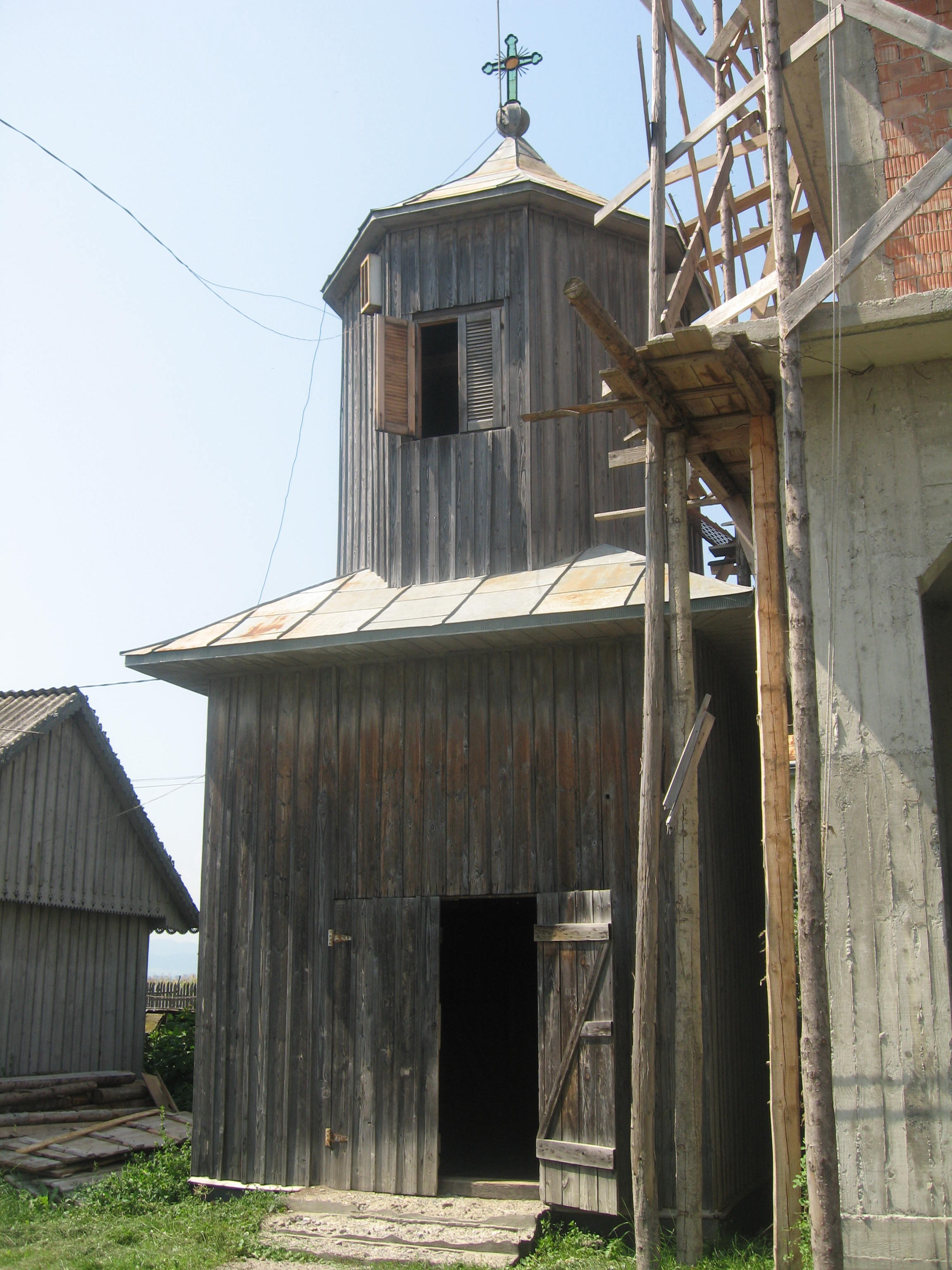
Turnul clopotniță din lemn